# Панцирні соми
Панцирні соми (Callichthyidae) — родина сомоподібних. Складається з 2 підродин, 9 родів, 204 види. Наукова назва походить від грецьких слів «kallis», тобто «гарний» та «ichthus», тобто «риба». Відомі з пізнього палеоцену.

## Опис
Загальна довжина представників цієї родини коливається від 2 до 24 см. Голова середньої розміру, може бути вкрита кістковими пластинками. Очі невеличкі, рухливі. Рот маленький, розташовано у нижній частині морди. Щелепи зубчасті або беззубі. Біля кінчика морди (на верхній щелепі) є 1-2 пари добре розвинених вусиків. Тулуб з 2 рядками кісткових пластинок з кожного боку, що перекривають одна одну, нагадуючи своєрідний панцир. Вони поєднуються з твердими кістками голови. Звідси походить назва цих сомів. Спинні та грудні плавці широкі (у різних видів по різному), мають сильний шип. Перший спинний плавець великий з 7-8 м'якими променями. Плавальний міхур двокамерний, розташований у кістяній капсулі. Мають додаткове кишкове дихання, що дозволяє цим рибам дихати при будь-яких умовах води. Кишечник використовується для поглинання кисню, а повітря видувається з заднього проходу. Черевні плавці починаються навпроти останньої третини першого спинного плавця. Анальний плавець короткий. Жировий плавець у передній частині черева. Хвостовий плавець помірного розміру.

## Спосіб життя
Зустрічаються в водоймах від швидкоплинних передгірних потоків з піщаним або кам'янистим ґрунтом до каламутних, мулистих, заболочених вод, басейну рівнинних водойм. Живляться водними безхребетними.
При нересті самець з сомів підродини Callichthyinae утворює гніздо, що складається з піни і рослинного сміття. Представники підродини Corydoradinae прикріпляють за допомогою клейкої речовини ікру до субстрату на дні.
Доволі популярні в акваріумістів.

## Розповсюдження
Поширені у Панамі, на о. Тринідад та Південній Америці: річках Парагвай, Парана, Амазонка, Оріноко, Магдалено, озері Маракайбо, річках Гвіанського щита, прибережних районах Бразилії, на схід Анд, північніше системи Ріо-де-Ла-Плата.

## Підродини та роди
- Підродина Callichthyinae
  - Рід Callichthys
  - Рід Dianema
  - Рід Hoplosternum
  - Рід Lepthoplosternum
  - Рід Megalechis
- Підродина Corydoradinae
  - Рід Aspidoras
  - Рід Brochis
  - Рід Corydoras
  - Рід Scleromystax